# Walter White
Walter Hartwell White, també conegut pel seu àlies clandestí Heisenberg és un personatge fictici i el protagonista de la sèrie de televisió de crim i drama Americana Breaking Bad interpretat per Bryan Cranston.
Ja graduat a l'Institut de Tecnologia de California (Caltech), White va cofundar Tecnologies Gray Matter amb la seva parella d'aquell moment, Gretchen Schwartz i el seu millor amic Elliott Schwartz. Quan White va conèixer Skyler White, es va enamorar d'ella, va deixar Gretchen i va vendre la seva plaça a Gray Matter per 5.000 $. Poc després l'empresa va guanyar una fortuna gràcies a la feina de White. Al cap de poc temps, Walter White i Skyler Lambert es van mudar a Albuquerque, Nou Mèxic, on ell va començar a treballar de professor de química a un institut local. Uns anys després van tenir el seu primer fill, Walter White Jr, que va néixer amb paràlisis cerebral i dificultats d'elocució. Breaking Bad comença al 50è aniversari de Walter White quan el diagnostiquen amb càncer pulmonar de Fase 3. Després que el doctor li digui que li queden uns 2 anys de vida, White comença a cuinar i vendre metamfetamina amb el seu exalumne, Jesse Pinkman (Aaron Paul), per assegurar-se que la situació econòmica de la seva família estarà bé quan ell mori. A mesura que avança la sèrie Walter White comença a fer més diners amb el negoci de la droga i se centra més en el negoci que en la seva feina de professor o la seva família. Utilitza el pseudònim de Heisenberg, i amb aquest només és conegut com un perillós líder de la droga del sud dels Estats Units.

## Concepte i creació
Vince Gilligan, el creador de la sèrie, volia que el seu personatge principal passés de ser protagonista a antagonista a mesura que avança la sèrie, volia que passés de ser una cosa semblant al Senyor Chips a Scarface. I això ho va fer fent que Walter White, un bon professor, pare i marit, passés a ser el seu alter ego Heisenberg, un perillós narcotraficant de metamfetamina. Per fer això, Gilligan, necessitava que el personatge sofrís una crisi de la mitjana edat que fes que això el posés a triar opcions més arriscades per aconseguir el que vol i això el faria arribar a un punt de delinqüència. L'argument de Breaking Bad va ser basat en la humorística idea de Gilligan i el seu company escriptor de The X-Files, Thomas Schnauz, que algú cuinés metamfetamina en una caravana, i amb aquestes bases, Gilligan va crear Walter White, un professor de química que, abans que comencés la sèrie, mai no havia trencat la llei.
Gilligan va contractar Bryan Cranston per al paper de Walter White, ja que havia treballat amb ell en el capítol “Drive” de la sisena temporada de la sèrie de ciència-ficció The X-Files, on Gilligan treballava d'escriptor. Va dir que el personatge havia de ser odiat i estimat a la vegada, i que “Cranston era l'únic actor que podia aconseguir-ho, que podria fer aquest truc. I és un truc. No tinc cap idea com ho fa.” AMC no va accedir a contractar-lo, ja que només l'havien vist com a Hal a la sèrie de comèdia Malcolm in the Middle i va optar pels actors John Cusack o Matthew Broderick perquè fessin el paper. Quan cap dels dos actors no va acceptar la proposta els executius de la productora van contractar Cranston.
Cranston va contribuir a gran part de la creació del personatge, ja que Gilligan no va explicar el passat de Walter White abans de la sèrie així que Cranston va escriure el seu propi passat pel personatge. Al principi de la sèrie Cranston va prendre cinc quilos per a poder interpretar millor la deterioració física gradual del personatge. Es va tenyir de marró els cabells. Va col·laborar amb la dissenyadora de vestuari, Kathleen Detoro, en una vestimenta majoritàriament verda i marró, per a fer el personatge no gaire vistós, també va treballar amb la directora de maquillatge, Frieda Venezuela, per a crear el bigoti que ell descrivia com a imponent. Cranston també identificava elements del guió en els quals no creia que corresponia a la manera del personatge faria les coses i aniria fins a fer intervenir Gilligan quan no podia fer funcionar les coses amb els guionistes. Cranston va dir que es va inspirar en el seu pare per com Walter es mou, ell mateix va descriure “una mica encongit, mai recte com si el pes del mon estigués a les seves espatlles”. A més Cranston ha sigut descrit com a molt actiu i juganer en el plató, el seu mateix company Aaron Paul va dir que “era un nen en el cos d'un home”.
Gilligan va dir que li va ser un verdader repte d'escriure i fer guions per a Walter White, ja que el personatge és molt fosc i poc ètic. Gilligan mateix va dir: “Trobaré a faltar la sèrie quan s'acabi però serà un alleujament no estar pensant en Walter tota l'estona”. A mesura que la sèrie progressava Gilligan i l'equip de guionistes feien que Walter fos més i més fosc i antipàtic. Gilligan va dir: “Anirà de protagonista cap a antagonista”.

## Biografia del personatge

### Passat
Walter White era un fill únic. El seu pare va morir de Malaltia de Huntington quan ell tenia 6 anys. Va estudiar química a l'Institut Tecnològic de Califòrnia, on va tenir part en una recerca en radiografia de protons que va ajudar un equip a guanyar el Premi Nobel en Química el 1985. Després de la Universitat va cofundar l'empresa Grey Matter Technologies amb el seu amic i company d'Universitat Elliot Schwartz (Adam Godley), i la seva parella d'aquell moment Gretchen Schwartz (Jessica Hetch). Va deixar a Gretchen i Grey Matter Technologies, venent el seu lloc a l'empresa per 5,000 $. Elliot i Gretchen es van casar poc després i van fer una fortuna, majoritàriament gràcies als estudis de Walter White. Encara que van seguir sent amics, White els odia en secret per aprofitar-se de la seva feina.
A l'edat de cinquanta anys, White treballa com a professor de química a Albuquerque, Nou Mèxic, ensenyant a alumnes desmotivats i maleducats. També té una altra feina a un rentat de cotxes per a ajudar amb el seu sou, però és una feina bastant humiliant quan ha de netejar els cotxes dels seus propis alumnes. Walter White i la seva dona Skyler White (Anna Gunn) tenen un fill adolescent, Walter Jr (Rj Mitte), que té paràlisis cerebral. Skyler White també està embarassada del seu segon fill, Holly White. L'altra part de la família de Walter White inclou la germana de Skyler White, Marie Schrader (Betsy Brandt) i el seu marit, Hank Schrader (Dean Norris), que és un agent de la DEA, i la seva mare que mai no apareix.

### Aparició a El Camino
Vegeu també: El Camino: Una pel·lícula de Breaking Bad
Cranston torna a ser Walter White a la pel·lícula El Camino: Una pel·lícula de Breaking Bad en una escena flashback, que té lloc durant el esdeveniments que passen en el capítol “4 Days Out” de la segona temporada de Breaking Bad. Surten White i Pinkman parlant de com procedir amb un lot de metamfetamina acabat de cuinar.

## Recepció
Tant el desenvolupament de Walter White com l'actuació de Bryan Cranston han rebut gran aclamació de crítics i del públic. Walter White és considerat un dels personatges més icònics de la història de la televisió.

### Ressenyes
Scott Meslow va escriure al diari “The Atlantic” que la capacitat de White per a fer el mal existia molt abans del començament de la sèrie i que el càncer és només el catalitzador; “tots els elements que l'han convertit en un monstre ja hi eren”.
L'escriptor de la revista “The Hollywood Reporter” Tim Goodman va dir que era una decisió molt valenta transformar Walter White en un personatge que la gent odiés; “Habitualment no fas que el públic odiï el teu personatge principal, simplement no ho fas. Ningú ho ha fet, ningú ha fet això a un extrem així”.

### Premis
Bryan Cranston ha rebut diversos premis i nominacions pel seu paper com a Walter White a Breaking Bad. Pel seu paper a les tres primeres temporades de la sèrie ha guanyat el Primetime Emmy al millor actor en sèrie dramàtica tres vegades consecutives, convertint-se en el primer actor a aconseguir aquest assoliment per primer cop des de Bill Cosby  pel seu paper a I Spy. Cranston també ha sigut nominat el 2012 i el 2013 per la temporada 4 i la primera meitat de la temporada 5, però va perdre contra Damian Lewis a Homeland i Jeff Daniels a The Newsroom. També va guanyar el seu quart Primetime Emmy al millor actor en sèrie dramàtica a la seixantena edició dels premis Emmys.
Als Premis Globus d'Or, Cranston va ser nominat al Globus d'Or al millor actor en sèrie de televisió dramàtica en quatre ocasions pel seu rol a Breaking Bad, el 2011, 2012, 2013 i 2014, va guanyar el 2014 per la segona meitat de la cinquena temporada. Al Premi del Sindicat d'Actors, Cranston va ser nominat per a millor actor en sèrie de drama cinc cops, el 2010, 2011, 2012, 2013 i 2014, va guanyar el 2013 i el 2014 per les dues meitats de la cinquena temporada. A més, Cranston ha sigut nominat amb la resta del càsting de Breaking Bad per al premi al millor grup en una sèrie dramàtica el 2012, 2013 i 2014, van guanyar al 2014.
Cranston ha guanyat el Premi Satellite per a millor actor en sèrie dramàtica tres cops consecutius el 2008, 2009 i 2010, per la primera, segona i tercera temporada i ha estat nominat el 2011, 2012 i 2014 per la quarta i la cinquena temporada. Va guanyar el Premi TCA d'èxit individual al drama l'any 2009, i va ser nominat el 2010, 2012 i 2013. Va ser nominat pel Premi Prisma per a la millor actuació en una sèrie dramàtica. Va guanyar dos Premis Saturn per a millor actor en televisió l'any 2012 i 2013 (empatant amb Kevin Bacon per és seu paper a The Following), i va ser nominat el 2009, 2010 i 2011. També va guanyar el Festival de Televisió de Montecarlo el 2013.